# انتخابات مجلس شورای ملی (۱۳۳۱)
انتخابات پارلمانی ایران در سال ۱۳۳۱ برگزار شد. رای‌گیری پس از رسیدن به حد نصاب نمایندگان انتخاب شده (۷۶ از ۱۳۶) توسط نخست وزیر محمد مصدق متوقف شد. در این انتخابات جبهه ملی موفق به کسب ۳۰ کرسی مجلس شورای ملی گشتند.

## نتایج
- حزب بسیار سازمان یافته توده در طول مبارزات انتخاباتی نتوانست حتی یک کرسی هم بدست بیاورد هر چند نتایج نشان می‌دهد که آنها دومین گروه بزرگ بدست آورنده آرا در انتخابات بودند.[۲]
- در تهران میزان مشارکت مردم در انتخابات دو برابر انتخابات قبلی بود و نامزدهای جبهه ملی که شامل اعضای احزاب حزب ایران، حزب زحمتکشان، مجاهدین مسلمان و احزاب غیر ملی‌گرا برنده تمام دوازده کرسی تهران شدند.
- [۳]
- در تبریز همهٔ ۹ نامزد انتخاب شده از طرفداران مصدق بودند.[۴]
- در مهاباد نامزد شناخته شده به عضویت در حزب دموکرات کردستان ایران بود که اکثریت رای را بدست آورده بود اما زمانی که ادامه انتخابات نامعتبر اعلام شده بود.[۵]